# 卡尼亚尔
卡尼亚尔，是西班牙安达卢西亚自治区格拉纳达省的一个市镇。总面积26平方公里，
2001年普查人口總數為316人，人口密度為每平方公里12人。